# ممثلية فنلندا في رام الله
مكتب ممثلية جمهورية فنلندا في رام الله هي الممثلية الدبلوماسية العُليا الفنلندية لدى دولة فلسطين. اُفتتحت عام 1999 وتقع في مدينة البيرة.

## قائمة الممثلون
| الترتيب | رئيس البعثة الدبلوماسية        | تاريخ الاعتماد الدبلوماسي | تاريخ الانتهاء | رئيس فنلندا   | رئيس دولة فلسطين | ملاحظات                                                               |
| ------- | ------------------------------ | ------------------------- | -------------- | ------------- | ---------------- | --------------------------------------------------------------------- |
|         | كيو روكورنتا                   |                           | 2005           |               |                  |                                                                       |
|         | هايكي هانيكين                  | 9 نوفمبر 2005             | 2008           |               | محمود عباس       |                                                                       |
|         | بيارانتالا انجنبرغ             | 23 أكتوبر 2008            |                |               | محمود عباس       |                                                                       |
|         | مارتي يورولا                   |                           | 2014           |               | محمود عباس       |                                                                       |
|         | بيركوليزا كيوستيللا            | 3 فبراير 2015             | 2017           |               | محمود عباس       | مُنحت وسام القدس في عام 2017.                                          |
|         | آنّا-كايسا هيكّينين              | 2014                      | 2020           |               | محمود عباس       | مُنحت درجة «نجمة الصداقة» من وسام الرئيس محمود عباس في عام 2025.       |
|         | بايفيي بلتكوسكي                | 16 سبتمبر 2020            | يوليو 2024     | ساولي نينيستو | محمود عباس       | مُنحت درجة «نجمة الصداقة» من وسام الرئيس محمود عباس عند انتهاء مهامها. |
|         | تارجا كانجاسكورتي (Q130321096) | 18 سبتمبر 2024            | لا تزال        | ألكسندر ستوب  | محمود عباس       | سلّمت أوراق اعتمادها إلى الرئيس عباس في 28 نوفمبر 2024.                |

## وصلات خارجية
- الموقع الرسمي